# Guinee
A vuduban Guinee egy szellemvilág. Ezen a helyen élnek a holtak lelkei. Ioa Baron Samedi irányítja, akiről úgy vélik, hogy az élet és halál szimbóluma.
Hét kapun keresztül lehet bejutni Guineebe. Ezek a következők:
1. Baron La Croix
2. Guédé Nibo
3. Guédé Plumaj
4. Baron Cimitiére
5. Guédé Babaco
6. Baron Kriminel
7. Baron Samedi

A holtak szellemeinek át kell menniük ezen a hét kapun, hogy újra egyesüljenek a már halott emberekkel.
E vallás számos gyakorlója szerint ez a hét kapu fizikailag is megtalálható New Orleans különböző részein.

## Fordítás
Ez a szócikk részben vagy egészben  a   Guinee című angol Wikipédia-szócikk ezen változatának fordításán alapul.  Az eredeti cikk szerkesztőit annak laptörténete sorolja fel. Ez a jelzés csupán a megfogalmazás eredetét és a szerzői jogokat jelzi, nem szolgál a cikkben szereplő információk forrásmegjelöléseként.